# Communauté de communes du Châtillonnais en Berry
Die Communauté de communes du Châtillonnais en Berry ist ein französischer Gemeindeverband mit der Rechtsform einer Communauté de communes im Département Indre in der Region Centre-Val de Loire. Der Gemeindeverband wurde am 20. Dezember 2012 gegründet und besteht aus 10 Gemeinden. Der Verwaltungssitz befindet sich im Ort Châtillon-sur-Indre.

## Mitgliedsgemeinden
| Gemeinde                                         | Einwohner 1. Januar 2022 | Fläche km² | Dichte Einw./km² | Code INSEE | Postleitzahl |
| ------------------------------------------------ | ------------------------ | ---------- | ---------------- | ---------- | ------------ |
| Arpheuilles                                      | 238                      | 22,49      | 11               | 36008      | 36700        |
| Châtillon-sur-Indre                              | 2.296                    | 45,30      | 51               | 36045      | 36700        |
| Cléré-du-Bois                                    | 234                      | 36,13      | 6                | 36054      | 36700        |
| Clion                                            | 1.007                    | 33,53      | 30               | 36055      | 36700        |
| Fléré-la-Rivière                                 | 549                      | 25,31      | 22               | 36074      | 36700        |
| Le Tranger                                       | 171                      | 22,26      | 8                | 36225      | 36700        |
| Murs                                             | 122                      | 23,05      | 5                | 36136      | 36700        |
| Palluau-sur-Indre                                | 789                      | 41,55      | 19               | 36149      | 36500        |
| Saint-Cyran-du-Jambot                            | 171                      | 14,21      | 12               | 36188      | 36700        |
| Saint-Médard                                     | 61                       | 12,60      | 5                | 36203      | 36700        |
| Communauté de communes du Châtillonnais en Berry | 5.638                    | 276,43     | 20               | –          | –            |